# Seven Femenino de Francia 2022
El Seven Femenino de Francia de 2022 fue el sexto y último torneo de la Serie Mundial Femenina de Rugby 7 2021-22.
Se disputó entre el 20 y 22 de mayo de 2022 en el Estadio Ernest-Wallon en Toulouse, Francia.

## Formato
Se dividieron en tres grupos de cuatro equipos, cada grupo se resolvió con el sistema de todos contra todos a una sola ronda; la victoria otorgó 3 puntos, el empate 2 y la derrota 1 punto.
Los dos equipos con más puntos en cada grupo avanzaron a cuartos de final de la Copa, sumado a los dos mejores segundos.

## Fase de grupos
|  | Avanzan a cuartos de final. |

### Grupo A
| Pos | Países         | Partidos | Partidos | Partidos | Tantos | Tantos | Tantos | Pts |
| Pos | Países         | G        | E        | P        | PF     | PC     | DP     | Pts |
| --- | -------------- | -------- | -------- | -------- | ------ | ------ | ------ | --- |
| 1   | Australia      | 3        | 0        | 0        | 112    | 21     | +91    | 9   |
| 2   | Fiyi           | 2        | 0        | 1        | 106    | 43     | +63    | 7   |
| 3   | Estados Unidos | 1        | 0        | 2        | 34     | 57     | –23    | 5   |
| 4   | Sudáfrica      | 0        | 0        | 3        | 0      | 131    | –131   | 3   |

| 20 de mayo | Estados Unidos | 12 - 26 | Fiyi |  |  |

| 20 de mayo | Australia | 50 - 0 | Sudáfrica |  |  |

| 20 de mayo | Estados Unidos | 22 - 0 | Sudáfrica |  |  |

| 20 de mayo | Australia | 31 - 21 | Fiyi |  |  |

| 21 de mayo | Fiyi | 59 - 0 | Sudáfrica |  |  |

| 21 de mayo | Australia | 31 - 0 | Estados Unidos |  |  |

### Grupo B
| Pos | Países        | Partidos | Partidos | Partidos | Tantos | Tantos | Tantos | Pts |
| Pos | Países        | G        | E        | P        | PF     | PC     | DP     | Pts |
| --- | ------------- | -------- | -------- | -------- | ------ | ------ | ------ | --- |
| 1   | Nueva Zelanda | 3        | 0        | 0        | 91     | 0      | +91    | 9   |
| 2   | Canadá        | 2        | 0        | 1        | 40     | 36     | +4     | 7   |
| 3   | España        | 1        | 0        | 2        | 29     | 62     | –33    | 5   |
| 4   | Escocia       | 0        | 0        | 3        | 14     | 76     | –62    | 3   |

| 20 de mayo | Canadá | 26 - 12 | España |  |  |

| 20 de mayo | Nueva Zelanda | 45 - 0 | Escocia |  |  |

| 20 de mayo | Canadá | 14 - 7 | Escocia |  |  |

| 20 de mayo | Nueva Zelanda | 29 - 0 | España |  |  |

| 21 de mayo | España | 17 - 7 | Escocia |  |  |

| 21 de mayo | Nueva Zelanda | 17 - 0 | Canadá |  |  |

### Grupo C
| Pos | Países     | Partidos | Partidos | Partidos | Tantos | Tantos | Tantos | Pts |
| Pos | Países     | G        | E        | P        | PF     | PC     | DP     | Pts |
| --- | ---------- | -------- | -------- | -------- | ------ | ------ | ------ | --- |
| 1   | Francia    | 3        | 0        | 0        | 69     | 19     | +50    | 9   |
| 2   | Irlanda    | 2        | 0        | 1        | 53     | 38     | +15    | 7   |
| 3   | Brasil     | 1        | 0        | 2        | 52     | 48     | +4     | 5   |
| 4   | Inglaterra | 0        | 0        | 3        | 26     | 95     | –69    | 3   |

| 20 de mayo | Francia | 24 - 7 | Brasil |  |  |

| 20 de mayo | Irlanda | 31 - 12 | Inglaterra |  |  |

| 20 de mayo | Francia | 33 - 7 | Inglaterra |  |  |

| 20 de mayo | Irlanda | 17 - 14 | Brasil |  |  |

| 21 de mayo | Brasil | 31 - 7 | Inglaterra |  |  |

| 21 de mayo | Irlanda | 5 - 12 | Francia |  |  |

## Fase final

### Definición 9° puesto
|  | Semifinal  | Semifinal  | Semifinal |         |           | 9° puesto  | 9° puesto  | 9° puesto  |  |
|  |            |            |           |         |           |            |            |            |  |
|  |            |            |           |         |           |            |            |            |  |
|  | España     | España     | 19        |         |           |            |            |            |  |
|  | España     | España     | 19        |         |           |            |            |            |  |
|  | Sudáfrica  | Sudáfrica  | 21        |         |           |            |            |            |  |
|  | Sudáfrica  | Sudáfrica  | 21        |         | Sudáfrica | Sudáfrica  | 10         |            |  |
|  |            |            |           |         | Sudáfrica | Sudáfrica  | 10         |            |  |
|  |            |            | Escocia   | Escocia | 24        |            |            |            |  |
|  | Escocia    | Escocia    | Escocia   | Escocia | 24        | 21         |            |            |  |
|  | Escocia    | Escocia    |           |         |           | 21         |            |            |  |
|  | Inglaterra | Inglaterra | 19        |         |           | 11° puesto | 11° puesto | 11° puesto |  |
|  | Inglaterra | Inglaterra | 19        |         |           | 11° puesto | 11° puesto | 11° puesto |  |
|  |            |            |           |         |           |            |            |            |  |
|  |            |            |           |         |           | España     | España     | 26         |  |
|  |            |            |           |         |           | España     | España     | 26         |  |
|  |            |            |           |         |           | Inglaterra | Inglaterra | 14         |  |
|  |            |            |           |         |           | Inglaterra | Inglaterra | 14         |  |
|  |            |            |           |         |           |            |            |            |  |

### Definición 5° puesto
|  | Semifinal      | Semifinal      | Semifinal |        |         | 5° puesto      | 5° puesto      | 5° puesto |  |
|  |                |                |           |        |         |                |                |           |  |
|  |                |                |           |        |         |                |                |           |  |
|  | Brasil         | Brasil         | 7         |        |         |                |                |           |  |
|  | Brasil         | Brasil         | 7         |        |         |                |                |           |  |
|  | Francia        | Francia        | 36        |        |         |                |                |           |  |
|  | Francia        | Francia        | 36        |        | Francia | Francia        | 19             |           |  |
|  |                |                |           |        | Francia | Francia        | 19             |           |  |
|  |                |                | Canadá    | Canadá | 14      |                |                |           |  |
|  | Estados Unidos | Estados Unidos | Canadá    | Canadá | 14      | 7              |                |           |  |
|  | Estados Unidos | Estados Unidos |           |        |         | 7              |                |           |  |
|  | Canadá         | Canadá         | 19        |        |         | 7° puesto      | 7° puesto      | 7° puesto |  |
|  | Canadá         | Canadá         | 19        |        |         | 7° puesto      | 7° puesto      | 7° puesto |  |
|  |                |                |           |        |         |                |                |           |  |
|  |                |                |           |        |         | Brasil         | Brasil         | 7         |  |
|  |                |                |           |        |         | Brasil         | Brasil         | 7         |  |
|  |                |                |           |        |         | Estados Unidos | Estados Unidos | 15        |  |
|  |                |                |           |        |         | Estados Unidos | Estados Unidos | 15        |  |
|  |                |                |           |        |         |                |                |           |  |

### Copa de oro
|  | Cuartos de final | Cuartos de final | Cuartos de final |           |               | Semifinales   | Semifinales | Semifinales |      |               | Copa          | Copa         | Copa |  |
|  |                  |                  |                  |           |               |               |             |             |      |               |               |              |      |  |
|  |                  |                  |                  |           |               |               |             |             |      |               |               |              |      |  |
|  | Nueva Zelanda    | Nueva Zelanda    | 41               |           |               |               |             |             |      |               |               |              |      |  |
|  | Nueva Zelanda    | Nueva Zelanda    | 41               |           |               |               |             |             |      |               |               |              |      |  |
|  | Brasil           | Brasil           | 0                |           |               |               |             |             |      |               |               |              |      |  |
|  | Brasil           | Brasil           | 0                |           | Nueva Zelanda | Nueva Zelanda | 24          |             |      |               |               |              |      |  |
|  |                  |                  |                  |           | Nueva Zelanda | Nueva Zelanda | 24          |             |      |               |               |              |      |  |
|  |                  |                  | Fiyi             | Fiyi      | 14            |               |             |             |      |               |               |              |      |  |
|  | Francia          | Francia          | Fiyi             | Fiyi      | 14            | 12            |             |             |      |               |               |              |      |  |
|  | Francia          | Francia          |                  |           |               |               |             |             |      |               |               |              |      |  |
|  | Fiyi             | Fiyi             | 24               |           |               |               |             |             |      |               |               |              |      |  |
|  | Fiyi             | Fiyi             | 24               |           |               |               |             |             |      | Nueva Zelanda | Nueva Zelanda | 21           |      |  |
|  |                  |                  |                  |           |               |               |             |             |      | Nueva Zelanda | Nueva Zelanda | 21           |      |  |
|  |                  |                  | Australia        | Australia | 14            |               |             |             |      |               |               |              |      |  |
|  | Australia        | Australia        | Australia        | Australia | 14            | 24            |             |             |      |               |               |              |      |  |
|  | Australia        | Australia        |                  |           |               |               |             |             |      |               |               |              |      |  |
|  | Estados Unidos   | Estados Unidos   | 14               |           |               |               |             |             |      |               |               |              |      |  |
|  | Estados Unidos   | Estados Unidos   | 14               |           | Australia     | Australia     | 40          |             |      | Tercer lugar  | Tercer lugar  | Tercer lugar |      |  |
|  |                  |                  |                  |           | Australia     | Australia     | 40          |             |      | Tercer lugar  | Tercer lugar  | Tercer lugar |      |  |
|  |                  |                  | Irlanda          | Irlanda   | 7             |               |             |             |      |               |               |              |      |  |
|  | Canadá           | Canadá           | Irlanda          | Irlanda   | 7             | 21            |             |             | Fiyi | Fiyi          | 26            |              |      |  |
|  | Canadá           | Canadá           |                  |           |               |               |             |             | Fiyi | Fiyi          | 26            |              |      |  |
|  | Irlanda          | Irlanda          | 22               |           |               |               |             |             |      |               | Irlanda       | Irlanda      | 10   |  |
|  | Irlanda          | Irlanda          | 22               |           |               |               |             |             |      |               | Irlanda       | Irlanda      | 10   |  |
|  |                  |                  |                  |           |               |               |             |             |      |               |               |              |      |  |

| Bandera de Nueva Zelanda |
| Campeón Nueva Zelanda    |
| 1º título del circuito   |